# 圣西尔拉康帕涅
圣西尔拉康帕涅（法語：Saint-Cyr-la-Campagne，法語發音：[sɛ̃ siʁ la kɑ̃paɲ]）是法国厄尔省的一个市镇，位于该省北部，属于贝尔奈区。

## 地理
圣西尔拉康帕涅（49°15'11"N, 1°1'8"E）面积2.91 平方千米，位于法国诺曼底大区厄尔省，该省份为法国北部内陆省份，北起滨海塞纳省，西接奧恩省和卡爾瓦多斯省，南至厄尔-卢瓦省，东临瓦兹省、瓦兹河谷省和伊夫林省。
与圣西尔拉康帕涅接壤的市镇（或旧市镇、城区）包括：埃尔伯夫、圣皮埃尔-莱塞尔伯夫。

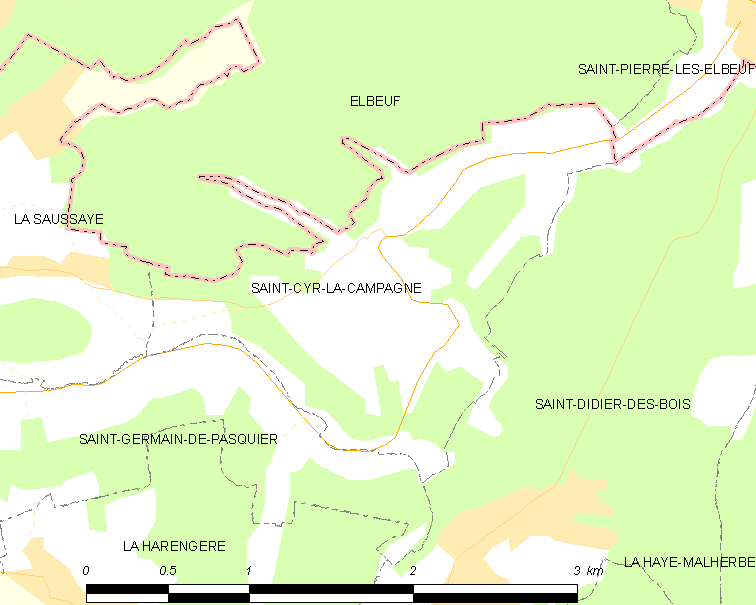
圣西尔拉康帕涅的OSM定位图

圣西尔拉康帕涅的时区为UTC+01:00、UTC+02:00（夏令时）。

## 行政
圣西尔拉康帕涅的邮政编码为27370，INSEE市镇编码为27529。

## 政治
圣西尔拉康帕涅所属的省级选区为大布特鲁尔德县。

## 人口

1962-2008年间圣西尔拉康帕涅人口变化图示

圣西尔拉康帕涅于2022年1月1日时的人口数量为429人。

## 交通
厄尔省省道D86线经过境内。